# Ottavio Cinquanta
Ottavio Cinquanta (Roma, 15 de agosto de 1938-18 de julio de 2022) fue un dirigente deportivo italiano. Presidió la Unión Internacional de Patinaje sobre Hielo (ISU) y formó parte de la Asamblea del Comité Olímpico Internacional (COI).

## Trayectoria
Representó a su país integrando el equipo de patinaje de velocidad sobre hielo, posteriormente fue árbitro en competiciones internacionales, Campeonatos del Mundo y Juegos Olímpicos de Invierno.
Desde la creación en 1975 del comité técnico para el patinaje de velocidad sobre pista corta formó parte del mismo, siendo elegido vicepresidente del patinaje de velocidad sobre hielo en 1992. Obtuvo la presidencia del ISU en 1994 hasta 2016 y desde 1996 ocupó un puesto como miembro en el COI.

## Distinciones
Por su contribución al deporte recibió las distinciones de Caballero de la República Italiana, Comandante de la Orden al Mérito de la República Italiana, Gran Oficial de la República Italiana, Stella d'Oro y el Collare d'Oro, y recibió la Medalla de Oro (Ambrogino d'Oro) de la ciudad de Milán, la más alta distinción de la ciudad.
Obtuvo un título honorífico en Administración de Empresas por la Universidad de Dankook de Corea del Sur en marzo de 2001.